# Базельский университет
Базельский университет (нем. Universität Basel, лат. Universitas Basiliensis) — высшее учебное заведение в Базеле, старейший университет Швейцарии. Академический рейтинг университетов мира в 2022 году поместил Базельский университет на 87-ю позицию. Университет входит в ассоциацию университетов Европы Утрехтская сеть.
Из-за интеллектуального наследия Эразма Роттердамского в XV веке, университет, как правило, считается одним из мест рождения гуманизма эпохи Возрождения.

## История
Университет был основан буллой римского папы Пия II 12 ноября 1459 года. Первоначально университет имел четыре традиционных факультета: свободных искусств, медицины, права и теологии. В 1622 году была основана университетская библиотека; сегодня она крупнейшая в Швейцарии. В 1818 году факультет свободных искусств был реорганизован. Ещё одна реорганизация произошла в 1937 году. С 1890 года в университете получили возможность обучаться женщины.

## Структура
- Факультет бизнеса и экономики
- Медицинский факультет
- Психологический факультет
- Теологический факультет
- Философско-естественнонаучный факультет
- Философско-исторический факультет
- Юридический факультет

В университете ведутся междисциплинарные исследования, специалистов готовят в Институте Европы, Центрах иудаики, «Человек — Общество — Окружающая среда», африканских исследований, культурного менеджмента и гендерных исследований. Также действуют Швейцарский институт тропиков и общественного здоровья и Институт биомедицинских исследований имени Фридриха Мишера.